# Хриб-при-Фарі
Хриб-при-Фарі (словен. Hrib pri Fari) — поселення в общині Костел, регіон Південно-Східна Словенія, Словенія. Висота над рівнем моря: 265,9 м.